# Moorhouse (Nottinghamshire)
Moorhouse – wieś w Anglii, w Nottinghamshire. W latach 1870–1872 osada liczyła 77 mieszkańców.